# Lysiphyllum diphyllum
Lysiphyllum diphyllum là một loài thực vật có hoa trong họ Đậu. Loài này được (Buch.-Ham., in Symes) de Wit miêu tả khoa học đầu tiên năm 1956.